# Jakob Redtzer
Carl Jakob Redtzer, född 10 juli 1993 i Fresta församling, Stockholms län, är en svensk låtskrivare och musikproducent.
Han har komponerat och producerat musik åt bland annat Astrid S, Felix Sandman, Anastacia, Basshunter, KEiiNO, Eric Saade, Hanna Ferm, Deepend, NEIMY, Arem Ozguc, Arman Aydin, Keanu Silva, Richard Judge, Julian Perretta, Thomas Gold, Mariette, Rocco & Bass-T, Hemliga Klubben, Lisa Ajax, Albin Johnsén och Oscar Enestad.
I Melodifestivalen har han hittills deltagit med fyra verk, som har framförts av Theoz, Cazzi Opeia, Lillasyster och Emil Henrohn.

## Kompositioner

### Melodifestivalen
- 2021 – Lillasyster - Pretender (skriven tillsammans med Isak Hallén, Martin Westerstrand, Ian-Paolo Lira och Palle Hammarlund).[4]

- 2022 – Cazzi Opeia - I Can't Get Enough (skriven tillsammans med Bishat Araya, Cazzi Opeia och Paul Rey).[5]

- 2023 – Theoz - Mer av dig (skriven tillsammans med Axel Schylström, Peter Boström och Thomas G:son).[6]

- 2023 – Emil Henrohn - Mera mera mera (skriven tillsammans med Emil Henrohn, Ji Nilsson och Marlene Strand).[7]

### Melodi Grand Prix (Norge)
- 2024 – KEiiNO - Damdiggida (skriven tillsammans med Alexander N. Olsson, Alexandra Rotan, Fred Buljo, och Tom Hugo Hermansen).[8]